# Ziegelrote Grasbüscheleule

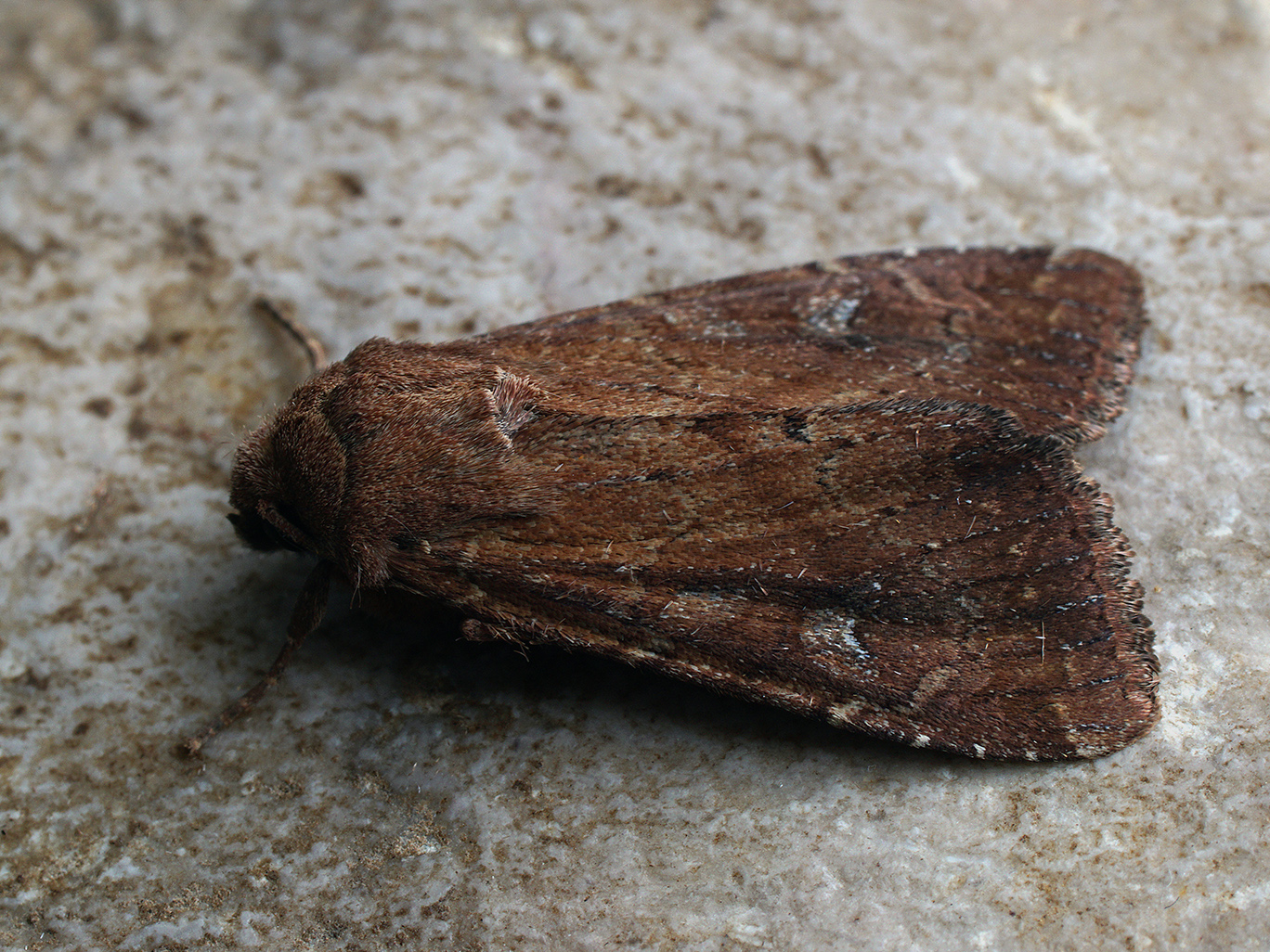
Dunkelbraune Farbvariante

Die Ziegelrote Grasbüscheleule (Apamea lateritia), zuweilen auch Ziegelbraune Heiderasen-Graseule genannt, ist ein Schmetterling (Nachtfalter) aus der Familie der Eulenfalter (Noctuidae). Das Artepitheton leitet sich von dem lateinischen Wort later mit der Bedeutung „Ziegelstein“ ab und bezieht sich auf die Farbe der Vorderflügeloberseite der Falter.

## Merkmale

### Falter
Die Flügelspannweite der Falter  beträgt 37 bis 53 Millimeter. Die Grundfärbung der Vorderflügeloberseite variiert von hell rötlich braun bis zu dunkelbraun. Die relativ große Nierenmakel ist nach außen weißlich angelegt. Die Ringmakel hebt sich nur schwach vom insgesamt zeichnungsarmen und nahezu einfarbigen Untergrund ab. Der Apexbereich ist leicht aufgehellt und zuweilen leicht weißlich beschuppt. Die Hinterflügeloberseite ist zeichnungslos graubraun.

### Raupe
Die Raupen sind glasig gelbgrau gefärbt. Sie haben schwarze  Punktwarzen und Stigmen. Kopf und Nackenschild sind glänzend rotbraun gefärbt.

### Puppe
Die rotbraune Puppe hat eine gestreckte Form. Der Kremaster ist flach, keilförmig und mit vier kurzen Dornen versehen.

## Verbreitung und Lebensraum
Die Ziegelrote Grasbüscheleule ist in Europa und dem gemäßigten Asien bis nach Japan weit verbreitet. In Südeuropa kommt sie jedoch nur lokal vor. Hauptlebensraum sind Grasfluren, außerdem Heiden, Böschungen, Steinfluren und Waldränder. Die Falter wurden selbst im Stadtkern von Großstädten nachgewiesen. In den Alpen steigen sie bis auf etwa 2500 Meter Höhe. Gegenwärtig werden vier Unterarten geführt.

## Lebensweise
Die Falter sind nachtaktiv und fliegen in einer Generation zwischen den Monaten Juni und August. Sie erscheinen nachts an künstlichen Lichtquellen und Ködern. Tagsüber verstecken sie
sich gern in Gebäuden oder unter Brettern und großen Steinen. Die Raupen leben einzeln überwiegend ab August, überwintern und verpuppen sich im Mai des folgenden Jahres. Sie halten sich bevorzugt in einer Erdhöhle am Boden im Wurzelhalsbereich von Horsten auf und ernähren sich von den Wurzeln und Halmen unterschiedlicher Süßgräser (Poaceae), beispielsweise von Draht-Schmiele (Deschampsia flexuosa), Rasen-Schmiele (Deschampsia cespitosa), Schaf-Schwingel (Festuca ovina agg.) oder Borstgras (Nardus stricta).

## Gefährdung
Die Ziegelrote Grasbüscheleule ist in Deutschland weit verbreitet, gebietsweise zahlreich vorkommend und wird als „nicht gefährdet“ eingestuft.